# Paperboys
Paperboys è un duo musicale norvegese formatosi nel 2002. È costituito dai musicisti Øyvind «Vinni» Sauvik e DJ Ole Alexander «Pope Dawg» Halstensgård.

## Storia del gruppo
No Cure for Life (2002), primo album in studio del duo, ha raggiunto la 6ª posizione della VG-lista, è stato certificato certificato oro dalla IFPI Norge ed è stato premiato con lo Spellemannprisen all'hip hop; il disco contiene Barcelona, arrivata nella top ten nazionale, certificata platino e candidata per lo Spellemannprisen alla canzone dell'anno.
L'anno successivo viene presentato il secondo LP The Great Escape, classificatosi 3º, certificato oro e candidato per lo Spellemannprisen all'hip hop. When Worlds Collide (2005), premiato con un Spellemannprisen, è entrato al 13º posto della classifica norvegese. La raccolta So Far - So Good (2006) ha segnato la terza entrata del duo nella top ten norvegese.
The Oslo Agreement, che ha segnato il ritorno del duo in quattro anni, ha fatto il debutto in classifica al 4º posto e include l'estratto Lonesome Traveller, prima numero uno del duo candidata per lo Spellemannprisen alla canzone dell'anno. Lo stesso brano è stato certificato sestuplo platino dal ramo norvegese della International Federation of the Phonographic Industry per le 60 000 unità accumulate.

## Formazione
- Øyvind «Vinni» Sauvik
- DJ Ole Alexander «Pope Dawg» Halstensgård

## Discografia

### Album in studio
- 2002 – No Cure for Life
- 2003 – The Great Escape
- 2005 – When Worlds Collide
- 2009 – The Oslo Agreement

### EP
- 2016 – Be like Water

### Raccolte
- 2006 – So Far - So Good

### Singoli
- 2008 – After All
- 2009 – Lonesome Traveller
- 2016 – Go Ahead
- 2018 – Get a Bag (feat. 31yaeyae)
- 2021 – Fresh (con Tiny Boost)